# Jægersborg Stadion
Jægersborg Stadion er et fodboldstadion i Jægersborg som er hjemsted for fodboldklubben Jægersborg Boldklub.